# 纤手梭子蟹
纤手梭子蟹（学名：Portunus gracilimanus）为梭子蟹科梭子蟹属的动物。分布于澳大利亚、新西兰、菲律宾、马来西亚、安达曼以及中国大陆的广西、海南岛、福建等地，生活环境为海水，常生活于沙质或沙泥质的浅海底。